# 강원도 고성 군부대 총기 난사 사건
강원도 고성 군부대 총기 난사 사건(江原道高城軍部隊銃器亂射事件)은 2014년 6월 21일 20시 15분 경 강원도 고성군에 있는 대한민국 육군 22사단 55연대 13소초에서 발생한 사건이다. 총기를 난사한 병사는 22보병사단의 임도빈이었으며, K-2 소총과 실탄 60여 발을 소지하고 무장 탈영했다. 국방부는 상황 발생 직후 사고 대책본부를 설치해 후속 조치를 취하는 한편 강원도 고성지역에 '진돗개 하나'를 발령했다. 6월 22일 오후 추적 하던 군과 임도빈 사이에 고성군 현내면 명파초등학교 부근에서 교전이 벌어졌고, 임도빈은 6월 22일 밤 11시 다시 도주하였다. 국방부는 6월 23일 오후 2시 44분 경에 K2소총으로 자신의 옆구리를 쏴 자살을 시도하려던 임도빈을 생포했다고 밝혔다.
임도빈 병장은 본래 A급 관심병사였으나, 2013년 11월 B급으로 등급이 조정된 뒤 22보병사단에 전입하였다. 이를 두고 군의 인사 체계가 제대로 이루어지지 않는다는 비판이 나왔다. 또한 임 병장은 부대 내에서 상하 계급 모두에게 따돌림을 받는 '계급열외'를 당한 것으로 알려져 범행 동기 중 하나로 지적되었다.

## 사건 조짐
2014년 4월 중순, 임도빈 병장이 소속된 소대의 소대장 문 모 소위(학군 51기)가 감시 장비를 분실한 사유와 철책 훼손 허위보고 모의 사유로 보직해임 당했다. 소대장이 없는 소대는 제대로 운영될 리가 없었으며 그 대신 임도빈 병장이 소속된 중대의 부중대장인 강 모 중위(학사 56기)가 소대로 내려와서 소대장 직무대행을 하고 있었지만 강 중위 역시 동년 9월 전역이 예정되어 있는 말년 중위였다. 결국 임도빈 병장이 소속된 소대는 이미 지휘공백이 발생한 상태이다.

## 총기 난사
2014년 6월 21일 오후 10시 52분, 연합뉴스는 오후 8시 15분께 강원도 고성군 동부전선 육군 모 부대 GOP에서 아군 초병에 의한 총기사고가 발생하여 병사 5명이 숨지고 5명이 다쳤다고 보도하였다. 한때 발생 장소가 양구군으로 알려졌으나 이는 오보로 밝혀졌다.
육군은 "아군 초병 임도빈(22) 병장이 K-2 소총을 10여발 난사해 병사와 부사관 등 5명이 숨지고 7명(중상2·경상5)이 다치는 사고가 발생했다"고 밝혔다. 임 병장은 21일 오후 2시부터 오후 7시 55분까지 GOP 주간 경계 근무에 투입됐다. 그는 근무에 투입되면서 K-2 소총 1정과 수류탄 1발, 실탄 75발을 지급받았다.
근무 후 소대로 돌아와 이들 무기를 반납하도록 되어 있지만 임 병장은 무기를 즉각 반납하지 않았다. 그리고 20분 뒤인 20시 15분경 GOP 후방 보급로 삼거리에서 동료 장병에게 수류탄 1발을 던지고 총격을 가했다. 도망가는 장병을 대상으로 총격을 계속했고 생활관에 들어가 복도에서 보이는 인원에게도 사격했다. 이로 인해 장병 5명이 사망했고 7명의 부상자가 발생했다. 3명은 생활관 밖에서, 2명은 생활관 안에서 사망했다. 부상자 가운데 2명은 중상자인 것으로 전해졌다. 총기를 난사한 후 임 병장은 K-2 소총과 실탄 수십여발을 소지하고 부대를 탈영했다. 국방부 관계자는 "10여 발로 사상자 12명이 발생한 것을 감안하면 조준사격을 한 것으로 보인다"고 말했다.

## 탈영 및 추격
국방부는 상황이 발생한 후 박대섭(前57보병사단장, 소장) 인사복지실장을 책임자로 사고 대책본부를 설치해 후속 조치를 취하는 한편 강원도 고성지역에 '진돗개 하나'를 발령했다. 또한 주요 도주로에 검문소를 설치하고 수색 및 체포에 들어갔다. 또한 월북의 가능성도 있는 것으로 추정해 최전방 철책을 긴급 점검하기도 했다. 군 당국은 9개 대대 3,500 여명의 병력을 동원해 수색 작업을 펼쳤다. 그러나 범인은 수색대와 3차례 조우했음에도 조기에 체포되지 않았다. 총기 난사 이후 2시간이 지나서야 진돗개 하나를 발령한 것을 두고 늑장 대처라는 비판도 일었다.
22일 범인을 쫓던 수색조의 소대장이 먼저 2발을 사격했고, 이 소리를 듣고 같은 중대의 부사관 2명이 접근하자 소대장은 이들을 향해 다시 3발을 발사했고, 부사관 2명이 6발을 응사해 그 중 1발이 소대장 김 모 중위의 팔을 관통하였다. 이전까지 국방부 대변인은 "'부상을 입은 소대장이 교전이 있었다'고 말했다"고 주장했다. 이러한 사건이 벌어진 명파초등학교 부근 주민 500여 명은 인근 학교와 체육관으로 분산 대피하였다. 군은 헬기와 차량을 이용해 임 병장에게 투항을 권유하는 방송이 지속적으로 실시되고 있다고 밝혔으며, "병장의 부모도 현장에서 투항을 권유하고 있다"고도 밝혔다. 또한 국방부는 탈영병의 월북을 차단하기 위해 육군 22사단 GOP 지역 전 인원을 투입해 경계작전을 최고 수준으로 격상, 운영하고 있고 탈영병이 투항하지 않을 경우 사살도 가능하다고 말했다.
하지만 임 병장은 부모의 설득에도 불구하고 밤 11시 다시 도주하였다. 임 병장은 11시쯤 차단선을 구축한 병력이 수하를 시도하자 불응하고 도주했다 군 당국은 마을 곳곳에 완전무장한 군인들이 배치돼 안전대비 태세를 강화하면서도 야간에 특수부대가 투입될 가능성에 대해서는 "오인 사격"가능성을 이유로 부정적인 반응을 보였다.

### 생포
군은 23일 702특공연대를 투입하여 임병장을 추격했으며 만일의 사태에 대비해 저격수를 배치하였다. 23일 오전 8시 40분에는 수색부대원끼리 서로 오인 사격을 하는 바람에 진모 상병이 우측 관자놀이를 스치는 부상을 당하기도 했다.
6월 23일 오전 8시 20분 군은 임 병장과 7~8m 거리까지 접근해 투항을 권고했고, 오전 11시 25분 703특공연대장, 특공연대 중대장, 8군단 헌병대장은 임 병장의 부모와 형을 대동해 "사살 의도가 없다"면서 설득을 시도했다. 그러나 임 병장은 "나는 어차피 엄청난 일을 저질렀는데 돌아가면 사형 아니냐"고 응수했다. 이들의 대화는 오후 2시 55분까지 계속되었다. 자살 시도 30분 전인 오후 2시 25분, 임 병장은 종이와 펜을 요구했다.
국방부는 6월 23일 오후 2시 44분 경에 소총으로 자신의 옆구리를 쏴 자살을 시도하려던 임 병장을 생포했다고 밝혔다.
임 병장 곁에는 제공받은 펜으로 쓴 듯한 유서가 있었다. 6월 24일 국방부 발표에 따르면 유서에는 부모 등 가족과 희생자 가족에 사과하는 내용이 담겨 있었다고 한다.
총기로 자해한 임 병장은 23일 병원으로 옮겨져 왼쪽 폐 일부를 잘라내는 응급 수술을 받은 뒤 중환자실로 옮겨져 회복 중이다.
임 병장의 가족들은 6월 24일, 본래 면회 일정보다 1시간 30분 빠른 9시에 방문하여 30분간 면회하였다.
자해를 한 후 생포된 범인을 이송하는 과정에서 대역을 활용한 것으로 밝혀졌다. 처음에는 23일 군용 구급차를 타고 도착한 '모포를 뒤집어 쓴 채 들것에 실린 병사'가 범인인 것으로 알려졌으나, 실제 범인은 민간 구급차를 타고 지하통로를 이용해 바로 수술실로 들어갔다.
군은 그 이유에 대해 "당시 범인의 혈압이 60~90 정도로 매우 위험한 수준이라서 신속한 처치를 위해 병원측에서 대책을 요청해왔다"고 주장했다.
그러나 병원측은 "대역을 요청한 적이 없다"고 밝혔다. 병원 관계자는 "범인의 상태가 위급한 상황에서 병원 입장에서는 응급실로 직행해야지, 애써 수화물 주차장을 통해달라고 요청할 아무 이유가 없다"고 말했다. 그러면서 "우리도 환자를 처치실로 옮기고 나서야 비로소 환자가 대역인줄 알았으며 수화물주차장을 거쳐 수술실로 간 것은 나중에 알았다"고 주장했다.
이에 앞서 군은 "범인을 수송한 헬기가 국군강릉병원에서 내려 다시 구급차를 이용해 강릉동인병원으로 이동중"이라고 밝혔다가 "동인병원이 아닌 강릉아산병원으로 가고 있다"고 정정하기도 했다.

## 배경
22보병사단은 1984년 6월 56연대 4대대 GP에서 조준희 일병이 내무실에 총기를 난사하고 수류탄을 투척해 병사 15명이 사망하고 11명이 다치는 사건이 있던 곳이다. 이후 조 일병은 월북하였다. 또한 2005년 12월에는 예비역 중사 정모(26)씨 등 2명이 22사단 예하 부대에서 K-2 소총 2정과 수류탄 6발, 실탄 700정을 탈취해 가는 일도 발생했다.
2012년 북한 병사가 철책을 넘어 대한민국 국군 GP까지 와서 생활관을 노크하여 귀순 신청을 한 사건도 터졌다. 당시 22사단은 대북경계 허술, 군 기강 해이 등을 이유로 당시 이명박 대통령에게 질책을 받기도 했다. 유독 22사단에서 총기 사고가 많이 발생하자 육군은 2003년 부대 창설33주년을 맞아 부대 명칭을 '뇌종부대'에서 '율곡부대'로 변경하는 조치를 취했다. 부대 명칭 변경은 이례적인 일이라 연쇄 사고와의 연관성으로 해석되어 왔다.
또한 육군 관계자는 22 보병사단에 속한 관심병사가 모두 1,800명으로, 전체 부대원의 20%를 차지한다고 밝혔다. 이번에 총기를 난사한 임 병장 역시 2013년 4월 1차 인성검사에서 A급 관심사병 판정을 받았다. 그러나 같은 해 11월 관리 등급이 B급으로 낮아졌고, 2014년 1월 22일 보병사단으로 전입했다. 이를 두고 근무 투입 병력 확보를 위해 임 병장을 성급하게 B급 관심병사로 상향 조정한 것 아니냐는 비판도 일었다.
총기 난사 희생자 진 상병의 아버지는 6월 24일 CBS 라디오 김현정의 뉴스쇼와의 전화 인터뷰에서 "열악한 GOP의 근무환경"을 지적하며 "B등급으로 있던 사람도 A등급으로 떨어질 것 같은 환경인데, A등급에 있던 사람을 B등급으로 만든다? 이 부분에 대한 명쾌한 해석이 안되면 제2, 제3의 임 병장이 나올 수밖에 없는 구조다"라고 말했다.
말년 병장이 총기를 난사한 이유는 미스테리였다.
문화일보는 임 병장이 자살 시도하기 직전 남긴 유서 형식의 메모에 따르면 '선임과 후임들로부터 인정을 못 받고 따돌림을 당해 부대 생활이 힘들었다'는 심경이 적혀 있었다고 보도했다. 임 병장은 6월 병장 계급을 달기 전 상병 때부터 상하 계급 전체에게 따돌림을 받는 '계급 열외'를 당했다고 한다. 육군 중앙수사단은 임 병장이 남긴 메모와 55연대 해당 부대원들의 1차 면접조사 내용 분석을 토대로 임 병장과 다른 부대원들 간의 내부 갈등과 불화가 심각했던 사실을 확인했다. 부대원들의 진술에 따르면 "임 병장이 자주 열외됐다", "선임병한테 왕따를 당했고 후임병한테 인정을 못받았다"고 한다. 죽은 이 상병은 5월 중순 휴가를 나와 동생에게 "선임(병장) 한 명이 문제를 일으켜 골치 아픈 일이 발생했는데 제대로 선임 대접을 해야 할지 모르겠다"고 고민을 털어놓았다고도 한다. 이러한 계급 열외가 총기 난사의 원인으로 지목되었다.
더구나 범행 당일, 상·하로 계급을 나눠 한 조를 편성하는 통상적인 근무 방식과 달리 임 병장은 같은 계급의 병장 1명과 조를 이뤄 주간 경계근무를 선 것을 두고 병장 계급에 걸맞은 대우를 받지 못했던 것 아니냐는 지적도 나왔다.
하지만 임 병장은 사건 동기에 대해 입을 다물었고, 국방부도 범인의 유서에 "범행 동기와 관련해 구체적 내용은 없었다"며 계급 열외 동기설을 공식 부인했다.
또한 KBS는 병영문화 개선운동이 진행된 지 올해(2014년)로 9년째지만 가혹행위, 인신공격 등 병영 악습은 여전히 남아 있다고 지적하였다.

## 사상자
총기 난사 사건 당시 사망한 5명은 김영훈 하사, 진우찬 상병, 이범한 일병 등 5명이다. 6월 22일 국방부는 희생자 5명의 시신을 성남시에 있는 국군수도통합병원으로 운구한다고 밝혔다.
국군수도병원에는 23일 희생자들을 위한 분향소가 설치되었다. 국방부는 이들을 '순직자'로 예우하기로 했으나 유가족 일부는 '전사자' 대우를 요구하였다.
사고가 발생한 지 4시간 이후에 부상자 중 관통상을 입은 2명은 헬기로 경기도 성남에 소재하고있는 국군 수도병원으로, 파편상을 입은 4명은 국군 강릉병원, 1명은 강릉 아산병원으로 각각 이송되었다. 6월 22일 오후 2시 23분 탈영병과 교전하던 소대장 김모 중위(25)가 팔 관통상을 입고 강릉 아산병원으로 실려가 응급수술을 받았다. 다친 병사들 가운데는 동반 입대한 쌍둥이 형제도 있었다. 쌍둥이 형제는 총탄과 수류탄 파편에 맞아 긴급 후송된 상태에서도 서로의 안부부터 챙겼다. 김모(22) 병장은 '같은 부대에서 동생을 챙겨주고 싶다'는 형과 함께 동반입대하였다. 병원에 도착한 형은 동생이 다른 병원으로 갔다는 소식을 듣자마자 동생이 있는 곳으로 데려가 달라고 요청했다고 한다.

## 반응
강원도 고성군 명파리의 155가구 주민들은 군 통제에 따라 집안에 머물며 상황을 예의주시하였다.
진짜 사나이는 6월 22일자 방영된 경기도 연천 육군 5사단 열쇠부대 GOP 훈련을 방송하기 앞서 자막으로 "본 방송은 4월 중순에 촬영되었습니다"라는 자막을 게재해 양해를 구했다. 또한 출연진과 군인들이 군대 생활관에서 2014 브라질 월드컵 H조의 '한국-알제리전'을 함께 응원하는 장면 녹화 예정도 긴급 취소하였다.
YTN의 정찬배 앵커는 총기난사 사건을 실시간 보도하던 도중 횡설수설하는 등 멘트가 꼬여 비판을 받았다.
청와대는 6월 22일 오후 2시 김기춘 비서실장 주재로 수석비서관회의를 열어 총기난사 사고에 대한 대책을 논의했다. 김기춘은 이 회의에서 "공교롭게도 대통령이 순방에서 돌아오신 날 이런 일이 발생해 송구스럽다"고 말했다. 대한민국 국방부 대변인인 김민석은 "국민 여러분께 심려를 끼친 데 대해 진심으로 사과드린다"며 "불의의 사고로 희생된 장병들 명복을 빌며 사망자 및 부상자 가족 여러분께도 깊은 위로의 말씀을 드리며 필요한 모든 지원과 노력을 다해 나가겠다"고 밝혔다. 정홍원 국무총리는 "군.경 공조하에 무장탈영병을 신속히 검거해 추가 피해가 발생하지 않도록 하라"고 국방장관과 경찰청장에게 지시했다. 새누리당 대변인 함진규는 6월 22일 논평에서 "이처럼 끔찍한 사건이 발생했다는 사실이 참으로 비통하다"며 희생장병과 그 유가족, 부상 장병들에게 위로를 보냈다. 이어 "군 당국은 추가 인명피해가 발생하지 않도록 신속한 검거에 총력을 기울여 달라"고 요구했다. 새정치민주연합 대변인 금태섭은 "충격적인 사건"이라며 "사고 경위를 철저히 파악하고 특히 최전방에서 다시는 이런 일이 없도록 강력한 재발방지대책을 세워야 한다"고 주문했다.
6월 24일 19대 국회 후반기 첫 국방위원회 전체회의는 강원도 고성 군부대 총기 난사 사건의 희생자에 대한 여야 의원들의 묵념으로 시작되었다.
안철수는 "이 사건에 대해 마땅히 책임져야 할 국방장관은 오히려 청와대에 자리를 잡고 앉았습니다"라며 국방장관 책임론을 들었다.
진중권은 6월 21일 자신의 트위터에 "병장이 왜?"라는 글을 남겼다.
국방부는 6월 24일 관심병사 등급을 지휘관 재량으로 변경하지 못하게 하고, 전문상담관을 연대에 1명씩 확보하는 계획을 조기에 확대해 나갈 것이라고 밝혔다.

## 재판 진행 과정 및 결과
2014년 10월, 육군은 22사단 GOP 임병장 총기 난사사고와 28사단 故 윤승주 일병 폭행사망 사건 발생 당시 두 사단장에 대해 지휘ㆍ감독 책임을 물어 징계 처분을 내렸다.
임도빈 병장의 2차 공판이 23일 1군사령부 보통군사법원에서 열렸다.
임병장 변호인측은 이날 임병장이 군 간부와 후임들에게 따돌림을 당했다는 등의 진술이 담긴 수사기록 상담일지를 공개하며 “집단따돌림이 사고 원인”이라고 주장했다. 이에 대해 군 검찰측은 “부대 인원이 40명에 달하지만 따돌림에 앞장 선 인원은 3~4명에 불과하다”며 반박했다.

2015년 2월 3일 1군사령부 보통군사법원은 임도빈 병장에게 사형을 선고했다. 재판부는 "피고인은 생활관에서 비무장한 전우를 살해하는 등 집요하고 치밀한 범죄를 저질렀다"면서 "무고한 전우에 총구를 댄 잔혹한 범죄에 대해 극형 선고가 불가피하다"고 판단했다.
2015년 8월 17일 항소심인 국방부 고등군사법원 역시 "북한군과 지근거리의 최전방 부대에서 신성한 국방의 의무를 수행하는 동료 병사와 상관에게 수류탄과 총격을 가했다"며 "국가 안보에 중대한 공백을 초래하고 군에 대한 국민의 신뢰와 군의 사기 저하를 초래했다"고 지적하며 사형을 선고한 원심을 유지했다.
임도빈 병장이 상고를 한 것으로 확인되지만, 2016년 2월 19일 대법원 전원합의체(주심 박상옥 대법관)의 판결은 '임도빈 병장은 지능적이고 냉혹하며 반사회적 범죄자로 전우 5명을 살인한 것이 명백하다'라며 임도빈 병장의 상고를 기각하고 국방부 고등군사법원의 2심 판결과 같은 결론을 내렸다. 결국, 사형이 확정되었다.
관련 간부들의 징계도 같이 이루어졌다. 사단장 서상국 소장(육사 40기)은 보직해임 후 한직인 육군훈련소장으로 좌천했으며, 연대장, 대대장, 중대장이 전원 보직해임 당했다. 이미 다른 사유로 보직해임 당했던 소대장 문 모 소위(학군 51기)는 추가 징계를 받고 구속 수감되었다.

## 같이 보기
- 연천 군부대 총기 난사 사건
- 강화도 해병대 총기 난사 사건
- 우범곤 순경 총기 난사 사건
- 보호관심병사